# 1990 في لبنان
فيما يلي قوائم الأحداث التي وقعت خلال عام 1990 في لبنان.

## سياسة

### انتهاء فترة المنصب
- 13 أكتوبر – ميشال عون رئيس وزراء لبنان.
- 24 ديسمبر – سليم الحص رئيس وزراء لبنان.

## مواليد

### يوليو
- 20 يوليو – علي حيدر لاعب كرة سلة.

### أكتوبر
- 27 أكتوبر – أحمد زريق لاعب كرة قدم لبناني.

## وفيات

### أكتوبر
- 21 أكتوبر – داني شمعون (مواليد 1934) سياسي لبناني.